# (18241) Genzel
(18241) Genzel (1325 T-2) – planetoida z pasa głównego asteroid okrążająca Słońce w ciągu 4,5 lat w średniej odległości 2,73 j.a. Odkryta 29 września 1973 roku.